# Campeonato Europeu de Patinação Artística no Gelo de 1937
O Campeonato Europeu de Patinação Artística no Gelo de 1937 foi a trigésima sexta edição do Campeonato Europeu de Patinação Artística no Gelo, um evento anual de patinação artística no gelo organizado pela União Internacional de Patinação (em inglês:  International Skating Union) onde os patinadores artísticos competem pelo título de campeão europeu. A competição foi disputada na cidade de Praga, Tchecoslováquia.

## Eventos
- Individual masculino
- Individual feminino
- Duplas

## Medalhistas
| Evento                        | Ouro                                 | Prata                                | Bronze                                               |
| Individual masculino detalhes | Felix Kaspar · Áustria               | Graham Sharp · Reino Unido           | Elemér Terták · Hungria                              |
| Individual feminino detalhes  | Cecilia Colledge · Reino Unido       | Megan Taylor · Reino Unido           | Emmy Putzinger · Áustria                             |
| Duplas detalhes               | Maxi Herber · Ernst Baier · Alemanha | Ilse Pausin · Erich Pausin · Áustria | Piroska Szekrényessy · Attila Szekrényessy · Hungria |

## Resultados

### Individual masculino
| Pos.              | Nome              | Nacionalidade   |
| ----------------- | ----------------- | --------------- |
| Medalha de ouro   | Felix Kaspar      | Áustria         |
| Medalha de prata  | Graham Sharp      | Reino Unido     |
| Medalha de bronze | Elemér Terták     | Hungria         |
| 4                 | Freddie Tomlins   | Reino Unido     |
| 5                 | Herbert Alward    | Áustria         |
| 6                 | Leopold Linhart   | Áustria         |
| 7                 | Marcus Nikkanen   | Finlândia       |
| 8                 | Horst Faber       | Alemanha        |
| 9                 | Jaroslav Sadilek  | Tchecoslováquia |
| 10                | Freddy Mésot      | Bélgica         |
| 11                | Jean Henrion      | França          |
| 12                | Rudolf Praznowski | Tchecoslováquia |
| 13                | Paul Schwab       | Iugoslávia      |
| 14                | Emanuel Thuma     | Iugoslávia      |

### Individual feminino
| Pos.              | Nome                   | Nacionalidade   |
| ----------------- | ---------------------- | --------------- |
| Medalha de ouro   | Cecilia Colledge       | Reino Unido     |
| Medalha de prata  | Megan Taylor           | Reino Unido     |
| Medalha de bronze | Emmy Putzinger         | Áustria         |
| 4                 | Hedy Stenuf            | França          |
| 5                 | Hanne Niernberger      | Áustria         |
| 6                 | Gladys Jagger          | Reino Unido     |
| 7                 | Věra Hrubá             | Tchecoslováquia |
| 8                 | Eva Nyklova            | Tchecoslováquia |
| 9                 | Klára Erdős            | Hungria         |
| 10                | Martha Mayerhans       | Alemanha        |
| 11                | Audrey Peppe           | Áustria         |
| 12                | Joy Ricketts           | Reino Unido     |
| 13                | Irma Hartung           | Alemanha        |
| 14                | Gerd Helland-Bjørnstad | Noruega         |
| 15                | Anne Marie Saether     | Noruega         |

### Duplas
| Pos.              | Nome                                       | Nacionalidade   |
| ----------------- | ------------------------------------------ | --------------- |
| Medalha de ouro   | Maxi Herber / Ernst Baier                  | Alemanha        |
| Medalha de prata  | Ilse Pausin / Erich Pausin                 | Áustria         |
| Medalha de bronze | Piroska Szekrényessy / Attila Szekrényessy | Hungria         |
| 4                 | Violet Cliff / Leslie Cliff                | Reino Unido     |
| 5                 | Inge Koch / Günther Noack                  | Alemanha        |
| 6                 | Anna Cattaneo / Ercole Cattaneo            | Itália          |
| 7                 | Liese Kianek / Adolf Rosdol                | Áustria         |
| 8                 | Vera Treybalova / Josef Vosolsobe          | Tchecoslováquia |
| 9                 | Feda Kalencikova / Karel Glogar            | Tchecoslováquia |

## Quadro de medalhas
| Ordem | País        | Medalha de ouro | Medalha de prata | Medalha de bronze |   | Ordem por total |
| ----- | ----------- | --------------- | ---------------- | ----------------- | - | --------------- |
| 1     | Reino Unido | 1               | 2                |                   | 3 | 1               |
| 2     | Áustria     | 1               | 1                | 1                 | 3 | 1               |
| 3     | Alemanha    | 1               |                  |                   | 1 | 4               |
| 4     | Hungria     |                 |                  | 2                 | 2 | 3               |
| TOTAL | TOTAL       | 3               | 3                | 3                 | 9 | —               |